# Billy Bond and The Jets
Billy Bond and The Jets (Billy Bond & The Jets) fue una banda (inexistente) de rock argentino, durante 1978. Para esa época Serú Girán estaba en un proceso de gestación. Billy Bond consigue un estudio para que los músicos de Serú Girán graben sus primeros temas y a cambio se queda con algunas cintas descartadas por la banda que luego usa en su LP Billy Bond and The Jets

## El disco
Billy Bond durante 1978, ya radicado en Brasil, se reúne con Serú Girán para producirles su primer disco. Durante los "descansos" de esa grabación, decide grabar -después de un tiempo prolongado- un LP, Para ello usa algunas de las canciones que Serú había descartado y les agrega su voz. Completa el disco con canciones grabadas con otros músicos como Bernardo Baraj, Nacho, Pichacho, Junior, Tico Terpin, Maytre, Flavinho y Walter Bailot.
A esa banda "fantasma" la presenta como The Jets.
Billy Bond and the Jets (1978, el disco saldría un año más tarde) cuenta con dos temas con letra y música de Charly García que serían posteriormente tocados en vivo por Serú Girán. El primero, "Discoshock", un tema que fue rechazado por el público por no entender que se critica a la música disco con ironía. El segundo, "Loco, ¿No te sobra una moneda?", también fue tocado por Charly diez años después, en los shows despedida de la gira de Parte de la religión en marzo de 1988 en el Estadio Obras, y también el tema fue grabado por Billy Bond en 2018 en una versión nueva que fue lanzada por Youtube. El disco también cuenta con "Toda la gente" (letra y música: David Lebón), un tema que había sido publicado en el primer disco de Lebón como "Treinta y dos macetas".

## Discografía
- Billy Bond and the Jets (1979)

## Ficha técnica
- Grabado y mezclado: en los estudios "El Dorado", S. Paulo y Estudios Phonalex, Bs. As.
- Editado: por Sazam Records (Music-Hall) en 1979.